# Lykkeskrald
|  | Denne artikel er oprettet af botten Steenthbot ud fra en ekstern database. Den kan derfor have sproglige fejl eller mangler. Denne skabelon kan fjernes efter kontrol af indholdet. |

Lykkeskrald er en dansk dokumentarfilm fra 2023 instrueret af Søren Busk og Jonathan Messerschmidt.

## Handling
Angst, punk, druk og dæmoner. Vi træder ind i en anderledes del af Danmark, hvor skæve eksistenser forsøger at finde hoved og hale i tilværelsen sammen på godt og ondt. De finder mening med tilværelsen ved at spille skraldet punkmusik. Mens vi følger dem i en turbulent periode, stilles der skarpt på bandets fortid, nutid og fremtid. Hovedpersonen Jeppe er guitarist og sangskriver i provinspunkbandet, Ræzårmave. Jeppes bedste ven og medstifter af bandet, Nicky, Døde for få år siden i et tragisk trafikuheld. Vi følger nu, hvordan Jeppe forsøger at forsone sig med tabet samtidig med, at han skal holde hovedet over vandet i et mildest talt kaotisk bandmiljø.